# Les Alzines (Alzina)
Les Alzines és una partida rural a cavall dels municipis de Castell de Mur, a l'antic terme de Mur, en terres del poble del Meüll, i de Sant Esteve de la Sarga, en territori del poble d'Alzina, al Pallars Jussà.
Està situada a l'extrem central nord del terme municipal de Sant Esteve de la Sarga i al central sud de l'antic terme de Mur. És a l'extrem nord-est de la Serra d'Alzina, a la capçalera del barranc de Carboners.

## Etimologia
Es tracta d'un topònim romànic de caràcter descriptiu, molt present a la zona: és el nom d'un poble, d'una serra, està present en diverses partides rurals, etc. Procedeix del nom comú alzina, de l'arbre que era més abundant en aquestes terres.